# El Joven Sherlock Holmes
El Joven Sherlock Holmes es una colección de narrativa juvenil creada por Shane Peacock que explica las aventuras de adolescencia del famoso detective Sherlock Holmes. La editorial canadiense Tundra Books publicó el primer volumen en 2007.
El ojo del cuervo es la primera novela de la colección en donde Sherlock se sumerge en la investigación del brutal asesinato de una joven en el peligroso barrio de Whitechapel y, sin quererlo, se encuentra mucho más implicado en el caso de lo que le gustaría.

## Títulos publicados
- Peacock, S. El ojo del cuervo. Madrid: Almadraba Editorial, 2010. 978-84-92702-49-7
- Peacock, S. Muerte en el aire. Madrid: Almadraba Editorial. 2010

## Premios en inglés
El ojo del cuervo ha recibido importantes premios internacionales de novela juvenil, entre los que destacan:
- Premio Arthur Ellis[3] en la categoría de novela negra juvenil.

- Incluido en la lista de los diez libros juveniles de misterio más populares de la Asociación Americana de Bibliotecas.

Muerte en el aire ha recibido importantes premios internacionales de novela juvenil, entre los que destacan:
- Incluido en la lista de los diez libros del año de Mystery News.[4]

- Incluido en la lista de las diez mejores apuestas del año de la Asociación de Bibliotecas de Ontario.